# Christian Olsson
Christian Olsson (født 25. januar 1980 i Göteborg, Sverige) er en atlet som dyster i højdespring og trespring. I 2004 vandt han den samlede Golden League gevinst hvilket var på 500.000 dollars. Ved VM i 2003, hvor han vandt guld, præsterede han at lave de 4 best spring i hele finalen.
Han blev først interesseret i trespring efter at have set Jonathan Edwards sætte verdensrekorden til VM i hjembyen Göteborg. Siden 1999 er han blevet trænet af Yannick Tregaro. Før det blev han trænet af Viljo Nousiainen.
Han er en af de få atleter i Verden der har præsteret både at have medaljer i både OL, VM-indendørs, VM-udendørs, EM-indendørs og EM-udendørs.

## Internationale medaljer

### Trespring
- Olympiske Lege 
  - 2004, Athen – 17.79 m – Guld
- VM i atletik 
  - 2003, Paris – 17.72 m – Guld
  - 2001, Edmonton – 17.47 m – Sølv
- VM indendørs 
  - 2004, Budapest – 17.83 m – Guld
  - 2003, Birmingham – 17.70 m – Guld
- EM 
  - 2006, Götenborg – 17.67 m – Guld
  - 2002, München – 17.53 m – Guld
- EM indendørs 
  - 2002, Wien – 17.54 m – Guld
- U-23 EM 
  - 2001, Amsterdam – 17.24 m – Guld
- Junior EM 
  - 1999, Riga – 16.18 m – Sølv

### Højdespring
- Junior EM 
  - 1999, Riga – 2.21 m – Guld

## Personlige rekorder
- Trespring
  - Indendørs – 17.83 meter
  - Udendørs – 17.79 meter
- Højdespring – 2.28 meter
- Længdespring – 7.71 meter